# Gennadij Četin
Gennadij Timofeevič Četin (in russo Геннадий Тимофеевич Четин?; Senino, 1º febbraio 1943 – Uzbekistan, 2002) è stato un sollevatore sovietico attivo nella categoria dei pesi gallo (fino a 56 kg).

## Carriera
Ha gareggiato alle Olimpiadi di Città del Messico 1968 giungendo al 4º posto e alle Olimpiadi di Monaco 1972, vincendo la medaglia di bronzo alle spalle dell'ungherese Imre Földi e dell'iraniano Mohammad Nassiri, valevole anche come medaglia di bronzo dei campionati mondiali disputati in competizione unica con la gara olimpica.
Ha vinto la medaglia d'oro ai campionati mondiali di Lima 1971, battendo il polacco Henryk Trębicki e l'iraniano Nassiri, e ha stabilito tre record mondiali: nel 1968 e nel 1971 nel totale su tre prove e nel 1973 nel totale su due prove.
Ha vinto anche la medaglia d'argento ai campionati europei di Sofia 1971, terminando dietro a Imre Földi, e cinque titoli nazionali sovietici.

## Biografia
Četin nacque in un piccolo villaggio degli Urali. Iniziò a sollevare pesi a 16 anni, quando perse entrambi i suoi genitori e fu mandato in un orfanotrofio, il cui Direttore, appassionato di sollevamento pesi, notò la sua forza fisica e lo avviò alla pratica di questo sport. Nel 1964 si trasferì a Šachty, per allenarsi sotto la guida dell'ex campione olimpico Rudol'f Pljukfel'der.
Si ritirò parzialmente tra il 1973 e il 1976 per riprendersi da problemi legati all'alcolismo. Dopo il ritiro definitivo dalle competizioni, verso la fine degli anni '70 si trasferì da Perm' in Uzbekistan su invito di un suo amico. Lì lavorò prima come agricoltore e come addetto sui traghetti, poi iniziò a competere nel powerlifting e diventò membro dello staff tecnico della squadra nazionale di sollevamento pesi dell'Uzbekistan, prima come capo allenatore poi come consulente tecnico. Nel 1992, a 49 anni, vinse un titolo europeo ed una medaglia di bronzo ai Campionati mondiali di powerlifting. Morì dieci anni dopo in una sconosciuta località uzbeka.